# 김성태 (감독)
김성태 (金星泰) (1980년 9월 1일 ~ )는 전 캄보디아 레슬링 국가대표팀 총 감독이다.
현재 대한민국에서 국제레슬링신문 보관됨 2011-04-07 - 웨이백 머신 발행인, 국제스포츠노동자연맹 회장으로 활동 중이다.

## 생애
어린시절 1993년, 대전 체육 중학교, 대전 체육 고등학교에서 레슬링을 전공하여 수많은 전국체육대회에 레슬링 그레코로만형 76kg 금메달을 획득하였다. 선수 시절 레슬링 올림픽 금메달 유망주로 발탁되어, 한국체육대학교 입학하였다.
그러나 1999년 시드니 올림픽 선발 결승에서 경추 디스크 부상을 당하고 목 디스크 수술을 하여 고민 끝에 선수 생활을 은퇴하였다. 이후 2002년 11월 기업은행에 입사하여 스포츠센터 운영, 관리를 하며, 학연을 이었다.
2013년 캄보디아 레슬링 국가대표팀 총 감독으로 임명받아 선수들과 함께 구슬 땀을 흘리며 훈련에 매진하여 국제 레슬링 대회에 많은 성적을 획득하였다. 2015년 라오스 레슬링 국가대표팀 총 감독으로 취임하여 선수들과 함께 훈련을 하였으며,
2015년 이후 베트남 레슬링 국가대표팀 클럽을 오픈하여 2019년 말까지 선수들을 지도하며, 대한민국에 입국하였다. 현재는 국제레슬링신문 보관됨 2011-04-07 - 웨이백 머신을 발행하여 운영을 하면서, 후배 양성을 위하여 국제스포츠노동자연맹을 발족하였다.

## 학력
- 대전 체육 중학교
- 대전 체육 고등학교
- 한국 체육 대학교 학사
- 한국 체육 대학원 석사

## 경력
- 국민체육진흥공단
- 기업은행 스포츠센터
- 캄보디아 레슬링 국가대표팀
- 라오스 레슬링 국가대표팀
- 베트남 레슬링 국가대표 클럽
- 국제레슬링신문
- 국제스포츠노동자연맹

## 수상
- 전국소년체전
- 전국 레슬링 대회
- 전국 체전
- 전국대학선수권
- 시드니 올림픽 선발
- 다수 레슬링 입상